# Левженське сільське поселення
Ле́вженське сільське поселення (рос. Левженское сельское поселение) — муніципальне утворення у складі Рузаєвського району Мордовії, Росія. Адміністративний центр та єдиний населений пункт — село Левжа.

## Населення
Населення — 978 осіб (2019, 1036 у 2010, 1005 у 2002).